# Fuente Los Caimanes
Esta Situado en la entrada de la cuidad de san Fernando de apure entre la calle Fonseca y Peñalosa al lado al monumento a la bandera y la estatua del Hombre a Caballo, elaborada por el artista Alejandro Colina cerca del año 1966, en concreto armado y ensamblada, la fuente está apoyada sobre la figura de seis caimanes y ornamentada con vitrales de colores en sus diferentes caras. Los caimanes apoyados sobre una base de forma rectangular color verde, tienen los ojos en relieve, piel texturizada y las patas delanteras apoyadas en una cesta de frutas, como: piñas, naranjas, cambures, entre otras, pintadas de color rojo, verde y amarillo. De su boca sobresalen los colmillos.
Presentan líneas semicirculares incisas en la parte superior del cuello que simulan la piel. Tienen la cola larga dirigida hacia arriba con remate en forma de orla, decorada con líneas incisas, la misma sirve de soporte a la fuente, está última presenta decorado el borde superior con figuras geométricas, el rostro de un animal semejante a un búfalo, un ramo de flores, hojas de laureles y un cuadro similar al tablero de ajedrez. Al centro, bordeado por las columnas, un ánfora de color rojo. Los saurios sostienen con sus colas un “manare arichuna”, y los vidrios de colores que forman el espectro con la luz artificial fueron traídos especialmente de distintas naciones. El significado de esta fuente luminosa, es la cuarta estrofa del Himno Nacional.
El vil egoísmo. Los saurios usurpando los frutos que constituían la abundancia de nuestra madre naturaleza; las pequeñas cabezas de ganado que representan la riqueza del llano que alimento los ejércitos patriotas; el agua que se deposita en la especie de tanquecillo, representa las aguas de nuestros ríos que le dieron de beber a los ejércitos. En la parte de posterior del monumento se construyó una pared de semicírculo donde se plasmó la famosa frase de Don Rómulo Gallegos en Doña Bárbara: “Tierra abierta y tendía, buena para el esfuerzo como lo fue la hazaña, toda horizontes como la esperanza, toda camino como la voluntad” y al final de la frase fue colocada el escudo de Venezuela y a derecha e izquierda de este, los escudos de todos los estados del país. Dichos escudos fueron rescatados y se encuentran en buen resguardo en una pared del edificio de respetable Logia Candor Nro. 27.